# Лулео
Лулео (швед. Luleå, лап. Luleju, фин. Luulaja) град је у Шведској, у северном делу државе. Град је у оквиру Северноботнијског округа, чије је управно седиште и највећи град. Лулео је истовремено и седиште истоимене општине.

## Природни услови
Град Лулео се налази у северном делу Шведске и североисточном делу Скандинавског полуострва. Од главног града државе, Стокхолма, град је удаљен 910 км северно.
Рељеф: Лулео се развио у области Северна Ботнија. Подручје око града је равничарско и мочварно. надморска висина града се креће 0-30 м.
Клима у Лулеу влада оштрији облик континенталне климе.
Воде: Лулео се развио у омањем заливу на северу већег Ботнијског залива Балтичког мора. На том месту се река Луле улива у море. Дато место је било добра „природна лука“. У градском залеђу смештено је мноштво малих ледничких језера.

## Историја
Подручје на месту Лулеа насељено је у праисторије Лапонцима. Од 13. до 15. века овде је било смештено обласно трговиште. Ради осигурања свог утицаја на северу шведска круна овде оснива „стари Лулео“ (тзв. „Гамелстад“) 1621. године.
Град је задесио велики пожар 1887. године. После тога град је обновљен у правилној ортогоналној мрежи улица и са градњом у камену.
Нови препород Лулео доживљава у другој половини 19. века са проласком железнице и доласком индустрије. Тада успостављено благостање града и његових становника траје и дан-данас постоји.

## Становништво
Лулео је данас град средње величине за шведске услове. Град има око 47.000 становника (податак из 2010. г.), а градско подручје, тј. истоимена општина има око 74.000 становника (податак из 2010. г.). Последњих деценија број становника у граду расте.
До средине 20. века Лулео су насељавали искључиво етнички Швеђани. Међутим, са јачањем усељавања у Шведску, становништво града је постало шароликије, али опет мање него у случају других већих градова у држави.

## Привреда
Данас је Лулео савремени индустријски град са посебно развијеном индустријом (ИТ, велики погони „САБ“-а и „Сканије“). Последње две деценије посебно се развијају трговина, услуге и туризам.
Важан чинилац у градској привреди је и Технички универзитет у Лулеу.

## Галерија
- Поглед на градско језгро
- Главна пешачка улица Сторгатан
- Саборна црква Лулеа
- Технички универзитет у Лулеу